# Volo China Airlines 676
Il volo China Airlines 676 (CAL676, CI676) era un volo passeggeri di linea internazionale che si schiantò in una zona residenziale a Tayuan, nella contea di Taoyuan (ora città di Taoyuan), vicino all'aeroporto internazionale di Chiang Kai-shek (oggi Aeroporto internazionale di Taipei-Taoyuan), nella notte del 16 febbraio 1998.
L'Airbus A300B4-622R era in rotta dall'aeroporto di Ngurah Rai a Bali, Indonesia, a Taipei, Taiwan. Durante l'avvicinamento all'aeroporto internazionale di Chiang Kai-shek le condizioni meteorologiche erano pessime, con pioggia e nebbia. Il pilota, dopo essere stato autorizzato ad atterrare sulla pista 05L, si rese conto di non essere in grado di continuare l'avvicinamento in modo sicuro, quindi disattivò l'autopilota e tentò una riattaccata manuale. Alle 16.20 ora locale, il velivolo rallentò, si inclinò verso l'alto di 40 gradi, salì di 1 000 ft (300 m), stallò e si schiantò in un quartiere residenziale causando un grande incendio. Tutte le 196 persone a bordo rimasero uccise (incluso il governatore della banca centrale di Taiwan, Sheu Yuan-dong, sua moglie e tre funzionari della banca centrale), insieme a sette persone a terra.
All'epoca si tarttò dell'incidente aereo con più vittime sul suolo di Taiwan. Oggi è il secondo incidente per numero di vittime nella storia di Taiwan, dietro il volo China Airlines 611, un Boeing 747-209B che si schiantò nello stretto di Taiwan provocando 225 vittime.

## Aereo, equipaggio e passeggeri
L'aereo coinvolto nell'incidente era un Airbus A300B4-622R, immatricolazione B-1814. Fu consegnato a China Airlines il 14 dicembre 1990 ed era alimentato da 2 motori Pratt & Whitney PW4156. Il velivolo aveva 7,3 anni al momento dell'incidente e aveva completato 20.193 ore di volo. Il capitano Kang Long-Lin, 49 anni, si unì alla China Airlines nel 1990 e aveva 7.226 ore di volo totali (2.382 delle quali sull'Airbus A300). Il primo ufficiale Jiang Der-Sheng, 44 anni, si unì a China Airlines nel 1996 e aveva 3.550 ore di volo totali (di cui 304 sull'Airbus A300). Sul volo c'erano 175 cittadini taiwanesi, 5 americani, un francese e un indonesiano.

## L'incidente
L'aereo decollò alle 15:27 ora locale dall'aeroporto internazionale Ngurah Rai, Indonesia, con destinazione l'aeroporto internazionale Chiang Kai-Shek, Taipei, Taiwan. A bordo c'erano 182 passeggeri e 14 membri dell'equipaggio.
L'Airbus stava effettuando un avvicinamento ILS/DME alla pista 05L dell'aeroporto di Chiang Kai Shek in condizioni di pioggia leggera e nebbia, ma si trovava 1 000 ft (300 m) troppo alto sopra il sentiero di discesa prestabilito (a 1 515 ft (462 m) a soli 2,2 km dalla pista). I piloti decisero quindi di effettuare un "go around" e la potenza di riattaccata fu applicata 19 secondi dopo, il carrello di atterraggio fu sollevato e i flap settati a 20 gradi mentre l'aereo saliva verso i 1 700 ft (520 m) con un angolo di inclinazione verticale di 35 gradi.
Raggiunti i 2 751 ft (839 m) con un'inclinazione verso l'alto di 42,7 gradi, l'aereo aveva una velocità estremamente bassa, ovvero 45 kn (83 km/h). L'A300 andò in stallo e i piloti non riuscirono a riprenderne il controllo poiché l'altitudine alla quale si trovavano era troppo bassa per effettuare qualsiasi manovra correttiva; l'Airbus cadde e si schiantò a terra a 60 metri sulla sinistra della pista. Avanzando colpì un traliccio, finì sull'autostrada e si scontrò con diverse case circondate da allevamenti ittici, risaie, fabbriche e magazzini, ed esplose, uccidendo tutti a bordo.
Secondo il CVR (Cockpit Voice Recorder), le ultime parole furono dette dal Primo Ufficiale e furono "Pull up, too low!". In sottofondo vi erano allarmi di prossimità al suolo (GPWS) e avvisi di stallo.

## Le indagini
Durante la fase iniziale dell'avvicinamento alla pista, l'aeromobile si trovava a più di 300 metri sopra l'altitudine standard a soli 10 chilometri dall'aeroporto. Ciò nonostante i piloti continuarono le manovre di discesa. Solo quando si avvicinarono alla soglia della pista si accorsero di essere effettivamente troppo alti, quindi avviarono la procedura di mancato avvicinamento ed eseguirono una riattaccata. Nella manovra, il pilota disattivò inavvertitamente il pilota automatico senza mai accorgersene. Durante il "go around" non fece nulla per prendere attivamente il controllo del velivolo poiché pensava che l'autopilota avesse iniziato da solo la manovra. Per 11 secondi, l'aereo non fu sotto il controllo di nessuno.
A seguito di un'indagine durata quasi due anni, il rapporto finale di una task force speciale sotto l'Amministrazione dell'aviazione civile concluse che l'errore del pilota fu la causa dell'incidente del volo 676. Il rapporto si conclude criticando la China Airlines per una "formazione insufficiente" e una "cattiva gestione delle risorse nella cabina di pilotaggio".

## Il numero di volo
Dopo l'incidente, il numero di volo 676 fu cambiato in 772 e operato ancora da Airbus A300, fino a quando non furono sostituiti dai nuovi Airbus A330.
L'A300 è rimasto nella flotta della China Airlines fino al 2006, quando è stato sostituito dall'Airbus A330-300 e dal Boeing 747-400.